# Schweinfurthia
Schweinfurthia je maleni biljni rod iz porodice trpučevki, dio potporodice Antirrhinoideae. 
Sastoji se od 6 vrsta iz Starog svijeta, na sjeveroistoku Afrike, jug Arapskog poluotoka i od jugozapadne Azije istočno do sjeverozapadne Indije. Tipična vrsta nije naznačena.

## Etimologija
Ime roda Schweinfurthia je u čast Georga Augusta Schweinfurtha (1836. – 1925.), baltičkonjemačkog botaničara i etnologa koji je istraživao istočnu središnju Afriku.

## Opis
To je jednogodišnje ili višegodišnnje zeljasto bilje. 

## Vrste
1. Schweinfurthia imbricata A.G.Mill., M.Short & D.A.Sutton; omanski endem.
2. Schweinfurthia latifolia Baker; jemenski endem.
3. Schweinfurthia papilionacea (L.) Boiss.
4. Schweinfurthia pedicellata (T.Anderson) Balf.f.
5. Schweinfurthia pterosperma (A.Rich.) A.Braun
6. Schweinfurthia spinosa A.G.Mill., M.Short & D.A.Sutton; omanski endem.